# Sergueï Boulgakov
Pour les articles homonymes, voir Boulgakov (homonymie).
Sergueï Nikolaïevitch Boulgakov (en russe : Сергей Николаевич Булгаков), né le 16 juillet 1871 (28 juillet dans le calendrier grégorien) à Livny et mort le 13 juillet 1944 à Paris, est un prêtre, théologien, philosophe et économiste russe.

## Biographie
Né dans une famille orthodoxe, Sergueï Boulgakov suit ses études au séminaire d'Orel, dans l'est de la Russie européenne. En 1894, il est diplômé en droit de l'Université de Moscou où il a notamment suivi des cours d'économie politique.
Il commence à s'intéresser au marxisme et participe aux réunions du groupe d'études sur le marxisme, mais s'en écarte de plus en plus à mesure qu'il approfondit sa lecture de Karl Marx. Plus sensible aux écrits de Vladimir Soloviev, de Léon Tolstoï et de Fiodor Dostoïevski, il publie en 1903 un livre qui résume sa pensée, Du marxisme à l'idéalisme.
Il est alors considéré comme l'un des chefs de file du mouvement idéaliste et commence à rédiger des articles sur la politique et l'économie dans les revues Nouvelle Voie (Новый Путь) et Les questions de la Vie (Вопросы Жизни). En 1906, il est élu à la Douma sous l'étiquette socialiste-chrétien indépendant.
Entre 1911 et 1917, il dirige les éditions « La voie », qui publient plusieurs ouvrages de théologie orthodoxe. Il se consacre alors à deux essais qui marqueront leur époque : La philosophie de l'économie (Философия хозяйства), en 1912, et La Lumière qui ne s'éteint jamais (Свет Невечерний) en 1917, dans lequel il associe sa conception de la foi et la sophiologie de Soloviev, conception qui suscita une controverse théologique.
Ordonné prêtre de l'Église orthodoxe russe en 1918, Boulgakov réprouve la révolution d'Octobre et publie alors Sur le festin des dieux (На пиру богов), qui expose ses critiques. Il s'exile en Crimée pendant la guerre civile et publie deux essais, Philosophie du nom (Философия имени) et La Tragédie de la philosophie (Трагедия философии) en 1920. Il considère que les conceptions chrétiennes ne peuvent s'exprimer que par la théologie dogmatique. Tenté alors par un rejet commun du destin politique et religieux de la Russie, il écrit Sous les remparts de Chersonèse qu'il ne publiera pas et qui montre par son rejet du byzantinisme une grande proximité avec le Vladimir Soloviev de La Russie et l'Église universelle. Mais la suite de son exil refroidira son admiration pour le catholicisme.
En décembre 1922, il est expulsé par le gouvernement bolchevik avec cent soixante autres intellectuels sur « les bateaux des philosophes »[réf. souhaitée]. Il s'installe à Prague, où il enseigne la théologie à l'Institut de recherche russe. Il participe deux ans plus tard à la création de l'Institut de théologie orthodoxe Saint-Serge, à Paris.
Il en assure un temps la direction et y donne des cours de théologie dogmatique jusqu'à sa mort, des suites d'une attaque cérébrale, le 12 juillet 1944. Il fut plus tard reconnu pour sa défense de la cause œcuménique.
Ses positions théologiques furent parfois hétérodoxes. Ainsi, par sa sophiologie, Serge Boulgakov invita la Sagesse (Sophia) à prendre part à la Trinité, position théologique intenable dans l'orthodoxie, jugée dans une partie importante de l'entourage de Serge Boulgakov, dont le moine et iconographe Grégoire Krug, et condamnée par le patriarche de Moscou.
Ses funérailles furent organisées à la cathédrale Saint-Alexandre-Nevsky, rue Daru, à Paris. Boulgakov est enterré au cimetière russe de Sainte-Geneviève-des-Bois (Essonne).

## Œuvres traduites en français

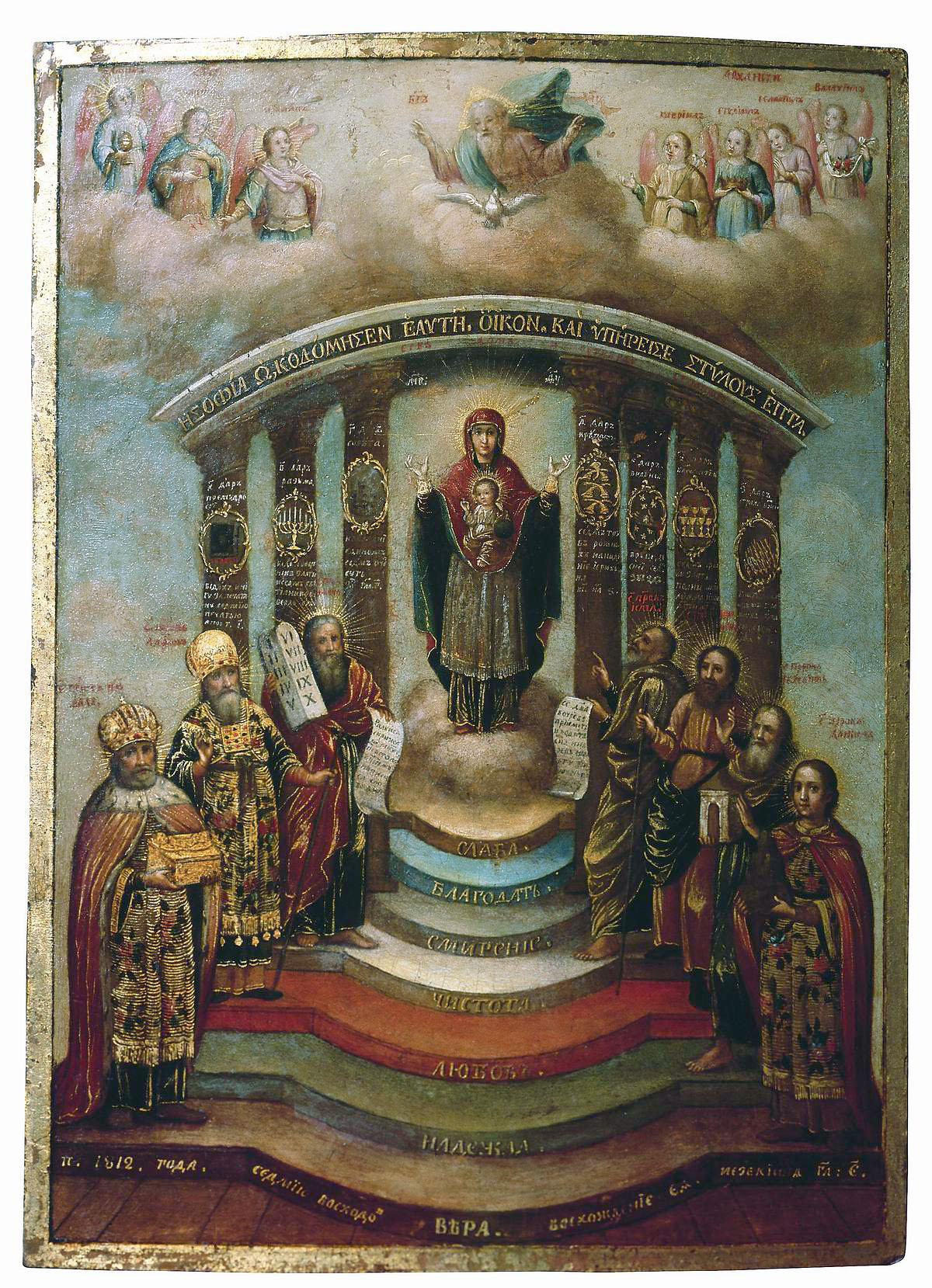
Icône Sophia, la Sainte Sagesse et la syzygie Sophia avec Jésus-Christ, 1812. Icône non canonique dont Serge Boulgakov fut partisan.

- La Lumière sans déclin (Svet nevetchernyi, 1917), Lausanne, 1990, 431 p.
- Sous les remparts de Chersonèse (1918, publication posthume), Troudy po sotsiologii i teologii, t. 2, Moscou, Naouka, 1997, traduit en français par Bernard Marchadier, Genève, Ad Solem, 1999, 291 p.
- La petite trilogie
  - Le Buisson ardent (1927), trad. Constantin Andronikof, Lausanne, L'Âge d'homme, 1987.
  - L'Ami de l'époux. de la vénération orthodoxe du Précurseur (1928), Lausanne.
  - L'Échelle de Jacob (1929), Lausanne, 1987, 151 p.
- La grande trilogie
  - Du verbe incarné, Agnus Dei (Agnets Bojii. L'agneau de Dieu, 1933), Lausanne, 1981.
  - Le Paraclet, Paris, Aubier 1946 (reprint: Lausanne, 1996).
  - L'Épouse de l'agneau. La création, l'homme, l'Église et la fin (Nevesta Agntsa, 1939, édition posthume en 1945), Lausanne, 1982.
- Philosophie du verbe et du nom, Lausanne L'Âge d'Homme 1991 (Original 1920)
- Résumé de sa sophiologie : La Sagesse de Dieu (The Wisdom of God, 1937), Lausanne, 1983.
- "Ivan Karamazov, personnage du roman de Dostoïevski Les Frères Karamazov, comme type philosophique", dans La Légende du Grand Inquisiteur de Dostoievski commentée par Konstantin Léontiev, Vladimir Soloviev, Vassili Rozanov, Serge Boulgakov, Nicolas Berdiaev, Sémion Frank, traduit du russe et présenté par Luba Jorgenson, éditions de L'Âge d'Homme, Lausanne & Paris, 2004, p. 289-325.
- Héroïsme et exploit ascétique. Réflexions sur la nature religieuse de l'intelligentsia russe (pdf). In: Jalons. Paris 2011, traduit par Claire Vajou
- L'Apocalypse de Jean. Paris 2015, traduit par Anne Kichilov. Préface d'Antoine Arjakovsky
- Ma vie dans l'Orthodoxie. Notes autobiographiques. Traduction du russe par Irène Rovere-Sova et Mireille Rovere-Tsivikis. Genève 2015
- Judas Iscarioth, l'apôtre félon. Traduction du russe par Michel Niqueux. Genève 2015
- Liste des traductions françaises

## Écrits

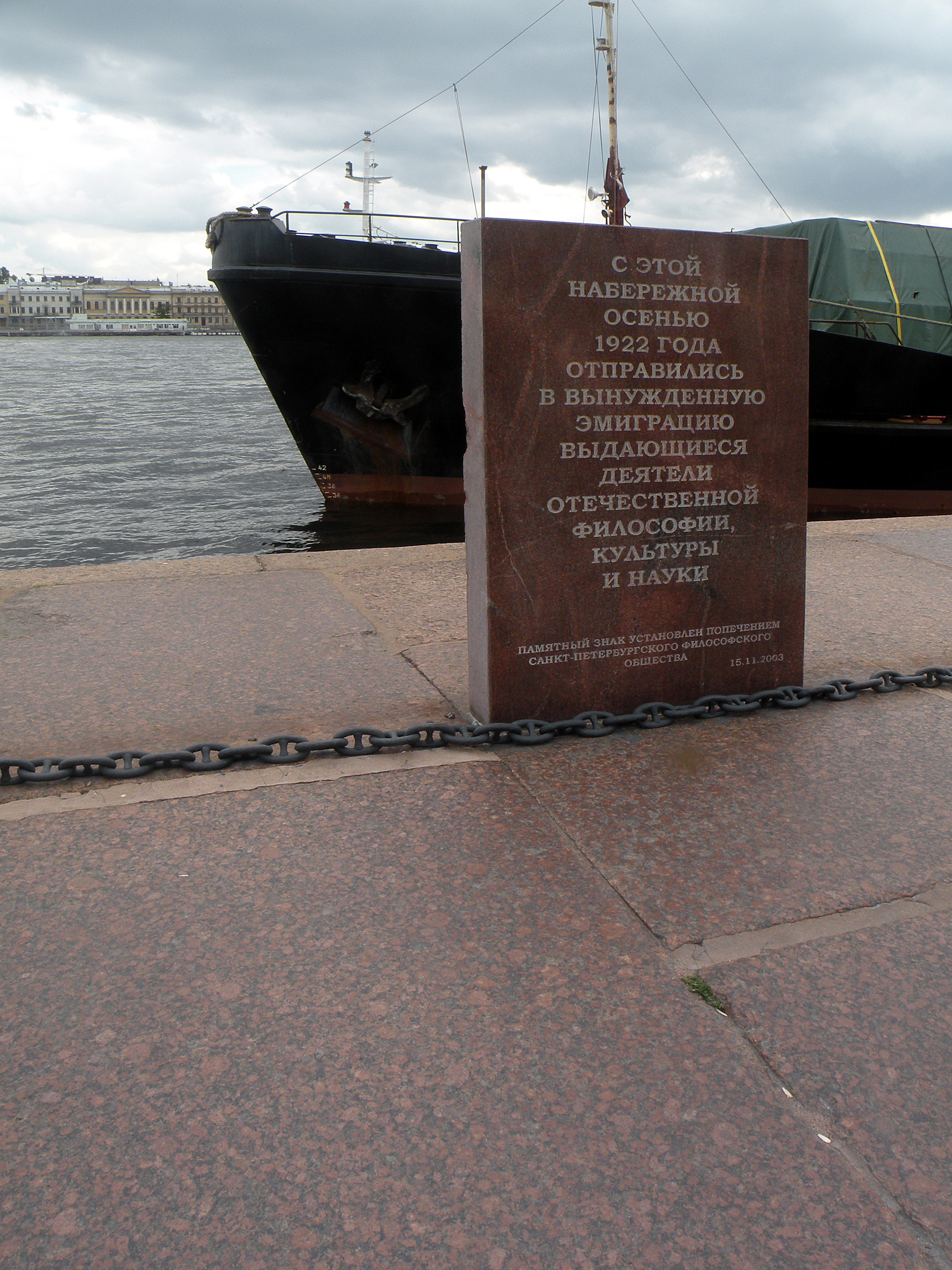
Monument du bateau philosophique à vapeur de Saint-Pétersbourg, quai de la Neva.

Serge Boulgakov a été ordonné prêtre en 1918 et sera expulsé de Russie en 1922 (Bateaux des philosophes). Il participe à la fondation de l'Institut de théologie orthodoxe Saint-Serge à Paris dont il prendra un temps la direction.
Devenir l'ami de l'Époux

« L'ami de l'Époux... C'est ce qu'a été le précurseur du Seigneur, tels étaient sa vocation, son service et son haut fait personnels. Mais n'étaient-ils que les siens propre ? Nous contemplons diverses voies de sanctification, nous distinguons celle des martyrs, des ascètes du désert, des « fols en Christ », des saints évêques, des saintes femmes ; nous révérons ces formes de sainteté, pourtant sans voir dans chacune une figure commune ni obligatoire pour tous : les charismes sont différents, ainsi que les ministères. Or il y a un haut fait spirituel indispensable à tous, sans lequel il n'est pas de salut possible et qui intervient dans toutes les formes de sainteté. C'est ainsi que chaque âme qui s'unit au Christ par l'Église épouse le Christ, qui naît en elle, réalisant son éternelle naissance divine et s'unissant à elle par des noces spirituelles, justement en Christ et dans l'Église.

Toute âme qui vient au Christ doit devenir non seulement épouse, mais encore amie de l’Époux, c'est-à-dire immoler sa suffisance humaine, son affirmation de soi. toute personne qui va vers le Christ doit sacrifier son ego, dire à propos de soi : « Il faut qu'il grandisse et que moi, je diminue », devenir un ami de l’Époux, sans vouloir rien posséder en propre, sans exiger rien pour soi-même : Ce n'est plus moi, c'est le Christ qui vit en moi (Ga 2, 20). »

— Serge Boulgakov. L'ami de l'époux, Lausanne, L'Âge d'Homme, 1997.

## Études
- E. Behr-Sigel, "La sophiologie du P. Boulgakov", Revue d'histoire et de philosophie religieuses, no 19, 1939.
- K. Naumov, Bibliographie des œuvres de Serge Boulgakov, Institut d’études slaves, Paris, 1984.
- Antoine Nivière, "La Philosophie de l'histoire chez Serge Boulgakov", Contacts, 2000, vol. 52, no 191, p. 211-231.
- Antoine Arjakovsky, Essai sur le Père Serge Boulgakov (1871-1944), philosophe et théologien chrétien, Parole et silence, Saint-Maur, 2006, 214 p.
- Bibliographie actuelle (en russe/allemand): Bulgakov, S. N. (2017). Bibliographie. Werke, Briefwechsel und Übersetzungen (B. Hallensleben & R. Zwahlen Eds. Vol. 3). Münster : Aschendorff Verlag.